# Ставищенська сільська рада (Дунаєвецький район)
Стави́щенська сільська́ ра́да — адміністративно-територіальна одиниця та орган місцевого самоврядування в Дунаєвецькому районі Хмельницької області. Адміністративний центр — село Ставище.

## Загальні відомості
Ставищенська сільська рада утворена в 1992 році.
- Територія ради: 17,468 км²
- Населення ради: 659 осіб (станом на 2001 рік)

## Населені пункти
Сільській раді підпорядковані населені пункти:
- с. Ставище

## Склад ради
Рада складається з 12 депутатів та голови.
- Голова ради: Порубіновський Володимир Миколайович
- Секретар ради: Деркач Тетяна Михайлівна

### Керівний склад попередніх скликань
| Прізвище, ім'я, по батькові          | Основні відомості                                                                       | Дата обрання | Дата звільнення |
| ------------------------------------ | --------------------------------------------------------------------------------------- | ------------ | --------------- |
| Порубіновський Володимир Миколайович | Сільський голова, 1962 року народження, освіта середня спеціальна, член Народної партії | 26.03.2006   | 31.10.2010      |
| Порубіновський Володимир Миколайович | Сільський голова, 1962 року народження, освіта середня спеціальна, безпартійний         | 31.10.2010   |                 |

Примітка: таблиця складена за даними сайту Верховної Ради України

### Депутати
За результатами місцевих виборів 2010 року депутатами ради стали:

#### За суб'єктами висування
| Суб'єкт висування | Кількість обраних депутатів | %   |
| ----------------- | --------------------------- | --- |
| Самовисування     | 12                          | 100 |

#### За округами
| № округу | Прізвище, ім'я, по батькові          | Дата визнання обраним | Освіта             | Партійна приналежність | Відомості про обраного депутата                       |
| -------- | ------------------------------------ | --------------------- | ------------------ | ---------------------- | ----------------------------------------------------- |
| 1        | Антонюк Віталій Ілліч                | 03.11.2010            | середня спеціальна | позапартійний          | тимчасово не працює                                   |
| 2        | Бей Ірина Григорівна                 | 03.11.2010            | середня спеціальна | позапартійна           | Ставищанська сільська рада, бухгалтер                 |
| 3        | Горбатюк Михайло Володимирович       | 03.11.2010            | середня спеціальна | позапартійний          | тимчасово не працює                                   |
| 4        | Щербюк Валерій Володимирович         | 03.11.2010            | середня спеціальна | позапартійний          | тимчасово не працює                                   |
| 5        | Жигаловський Олександр Володимирович | 03.11.2010            | середня спеціальна | позапартійний          | тимчасово не працює                                   |
| 6        | Деркач Тетяна Михайлівна             | 03.11.2010            | середня спеціальна | позапартійна           | Ставищанська сільська рада, секретар                  |
| 7        | Царенюк Тетяна Володимирівна         | 03.11.2010            | вища               | позапартійна           | Ставищанська загальноосвітня школа І-ІІ ст., вчитель  |
| 8        | Огороднік Наталія Михайлівна         | 03.11.2010            | середня спеціальна | позапартійна           | Ставищенський дитячий садок, кухар                    |
| 9        | Баран Михайло Станіславович          | 03.11.2010            | середня            | позапартійний          | тимчасово не працює                                   |
| 10       | Бурчак Валентина Миколаївна          | 03.11.2010            | вища               | позапартійна           | Ставищанська загальноосвітня школа І-ІІ ст., директор |
| 11       | Тарасюк Володимир Євгенович          | 03.11.2010            | середня            | позапартійний          | тимчасово не працює                                   |
| 12       | Доробалюк Віктор Володимирович       | 03.11.2010            | середня спеціальна | позапартійний          | тимчасово не працює                                   |